# 河村勝夫
河村 勝夫（かわむら かつお、1914年8月18日 - 2002年9月13日）は、日本の経営者。フジクラ社長、会長を務めた。山口県出身。

## 経歴
1939年に東京商科大学を卒業し、同年に藤倉電線(のちのフジクラ)に入社。1967年11月に取締役に就任し、1971年11月に常務、1973年11月に専務を経て、1976年12月には社長に就任。1982年6月に会長に就任し、1991年6月から相談役を務めた。
1980年4月に藍綬褒章を受章し、1985年11月に勲三等旭日中綬章を受章。
2002年9月13日肺炎のために死去。88歳没。